# Cinergi Pictures
Pour les articles ayant des titres homophones, voir Cinergie et Synergie (homonymie).
Ne doit pas être confondu avec paronyme ou Cinérgie Productions.
Cinergi Pictures Entertainment Inc était un studio de production cinématographique indépendant fondé en 1992 par Andrew G. Vajna.
L'accord de distribution pluriannuel signé avec la Walt Disney Company fut annulé en avril 1997 et Disney acheta les droits de la plupart des films du catalogue, coproduit avec Hollywood Pictures ou Touchstone Pictures.

## Historique
En 1975, Andrew G. Vajna et Mario F. Kassar fondent le studio Carolco International Pictures.
En 1989, Vajna revend ses parts dans Carolco et crée en 1992, la société Cinergi Pictures. Sa stratégie est de développer des relations à long terme avec des acteurs de talent et de produire de deux à quatre films importants par an. Il établit avec Cinergi une alliance avec la Walt Disney Company et Lions Gate Film pour la distribution de ses productions aux États-Unis, au Canada et en Amérique latine.
La première production du studio est Medicine Man (1992) avec en vedette Sean Connery. D'autres films suivent tels que Tombstone et Opération Shakespeare avec Danny DeVito. Le plus grand succès du studio, avec une recette mondiale de plus de 300 millions de $, reste Une journée en enfer (1995), troisième opus de la quadrilogie Die Hard avec Bruce Willis, Jeremy Irons et Samuel L. Jackson. En revanche, plusieurs de leur films ont été des échecs commerciaux importants, comme Opération Shakespeare, Les Amants du nouveau monde, Haute trahison ou An Alan Smithee Film, ce dernier ne rapportant même pas 1 % de son budget au box-office, ce qui peut souligner la durée de vie relativement courte de la société. Il y eut également un projet, Broadway Brawler, qui était prévu pour 1997 mais fut annulé pendant le tournage en raison de tensions envers Bruce Willis et plusieurs membres de l'équipe, alors que près de 20 millions de dollars avaient déjà été dépensés.
En France, UGC DA se charge de distribuer le catalogue de Cinergi au cinéma, alors que les droits d'exploitation vidéo sont pris en charge par Film Office, puis M6 Vidéo. On notera toutefois que Une journée en enfer fut distribué par la 20th Century Fox aux États-Unis, mais par Touchstone Pictures en Europe, une filiale de la Walt Disney Company, tant au cinéma qu'en vidéo.
Parmi les productions qui se succèdent on peut noter :
- Judge Dredd avec Sylvester Stallone
- Les Amants du nouveau monde avec Demi Moore
- Nixon avec Anthony Hopkins, d'après le roman d'Oliver Stone
- Haute trahison avec Charlie Sheen, Donald Sutherland et Linda Hamilton

La société dépose son bilan en 1998. Vajna formera quelques années plus tard C-2 Pictures.

## Filmographie
- 1992 : Medicine Man coproduit avec Hollywood Pictures et Columbia Pictures
- 1993 : Super Mario Bros. coproduit avec Hollywood Pictures
- 1993 : Tombstone coproduit avec Hollywood Pictures
- 1994 : Opération Shakespeare (Renaissance Man) coproduit avec Touchstone Pictures
- 1994 : Color of Night coproduit avec Hollywood Pictures
- 1995 : Une journée en enfer (Die Hard With a Vengeance) coproduit avec 20th Century Fox et Touchstone Pictures
- 1995 : Judge Dredd coproduit avec Hollywood Pictures
- 1995 : Les Amants du nouveau monde (The Scarlet Letter) coproduit avec Hollywood Pictures
- 1995 : Nixon coproduit avec Hollywood Pictures
- 1996 : Personnel et confidentiel (Up Close and Personal) coproduit avec Touchstone Pictures
- 1996 : Evita coproduit avec Hollywood Pictures
- 1997 : Haute Trahison (Shadow Conspiracy) coproduit avec Paramount Pictures and Hollywood Pictures
- 1997 : Broadway Brawler (jamais sorti)
- 1998 : Un cri dans l'océan (Deep Rising) coproduit avec Hollywood Pictures
- 1998 : An Alan Smithee Film (An Alan Smithee Film: Burn Hollywood Burn) coproduit avec Hollywood Pictures